# Aplodinotus grunniens
Aplodinotus grunniens is een straalvinnige vissensoort uit de familie van de ombervissen (Sciaenidae). De wetenschappelijke naam van de soort werd voor het eerst geldig gepubliceerd in 1819 door Constantine Samuel Rafinesque.